# Fabien Tilliet
Fabien Tilliet (Annecy, 3 de marzo de 1980) es un deportista francés que compitió en remo.
Ganó siete medallas en el Campeonato Mundial de Remo entre los años 2004 y 2012, y dos medallas de oro en el Campeonato Europeo de Remo, en los años 2009 y 2010.
Participó en los Juegos Olímpicos de Pekín 2008, ocupando el cuarto lugar en la prueba de cuatro sin timonel ligero.

## Palmarés internacional
| Campeonato Mundial | Campeonato Mundial          | Campeonato Mundial | Campeonato Mundial        |
| Año                | Lugar                       | Medalla            | Prueba                    |
| ------------------ | --------------------------- | ------------------ | ------------------------- |
| 2004               | Bañolas (España)            | Medalla de oro     | Ocho con timonel ligero   |
| 2005               | Kaizu (Japón)               | Medalla de oro     | Cuatro sin timonel ligero |
| 2006               | Eton (Reino Unido)          | Medalla de plata   | Cuatro sin timonel ligero |
| 2007               | Múnich (Alemania)           | Medalla de plata   | Cuatro sin timonel ligero |
| 2009               | Poznań (Polonia)            | Medalla de oro     | Dos sin timonel ligero    |
| 2010               | Cambridge (Nueva Zelanda)   | Medalla de oro     | Dos sin timonel ligero    |
| 2012               | Plovdiv (Bulgaria)          | Medalla de bronce  | Dos sin timonel ligero    |
| Campeonato Europeo |                             |                    |                           |
| Año                | Lugar                       | Medalla            | Prueba                    |
| 2009               | Brest (Bielorrusia)         | Medalla de oro     | Cuatro sin timonel ligero |
| 2010               | Montemor-o-Velho (Portugal) | Medalla de oro     | Dos sin timonel ligero    |